# Collegio Teutonico di Santa Maria dell’Anima
Collegio Teutonico di Santa Maria dell’Anima, krátce „Anima“, je kněžská kolej a hospic pro poutníky u kostela Santa Maria dell’Anima v Římě.

## Dějiny

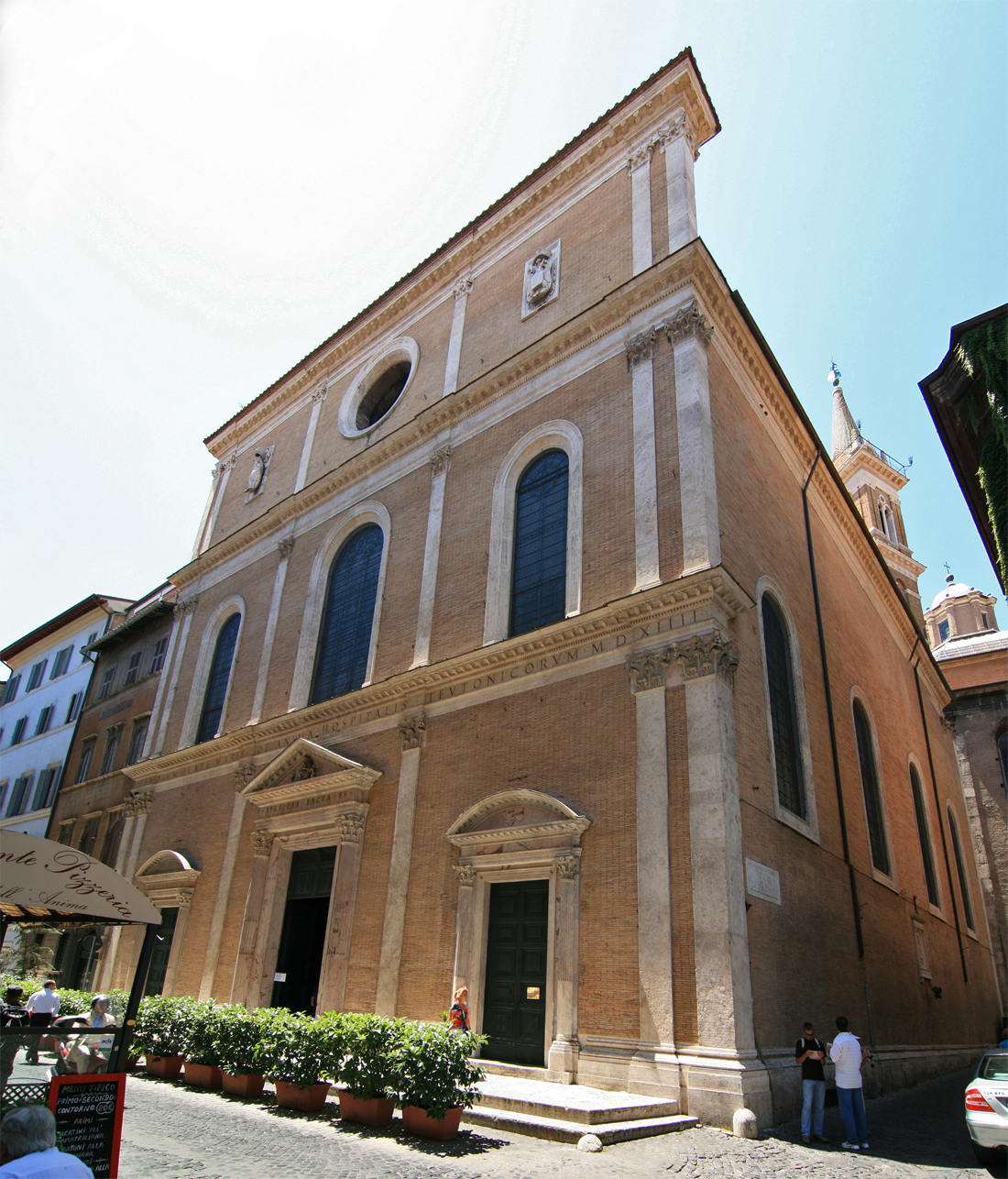
Kostel Santa Maria dell'Anima v Římě

Johann Peters z Dordrechtu a jeho žena Kateřina založili ve druhé polovině 14. století hospic pro chudé lidi německého národa, a jejich fundaci potvrdil papež Bonifác IX. bulou Quanto frequentius z 9. listopadu 1399. Papežský administrátor Dietrich von Nieheim († 1418) při tomto hospicu založil i mariánské bratrstvo, které bylo roku 1406 postaveno pod ochranu Svatého Stolce. Jeho kaple byla v letech 1499–1542 přestavěna na gotický kostel Santa Maria dell'Anima. V roce 1859 byla celá fundace nově zorganizována a vznikla farnost pro německy mluvící katolíky v Římě a nově i kolej pro kněze z německy mluvících zemí, kteří v Římě studují.

### Rektoři koleje
- Alois Flir (1805–1859), rektor 1853–1859
- Michael Gaßner, rektor 1860–1872
- Karl Jänig, rektor 1872–1887
- Franz Maria Doppelbauer (1845–1908) rektor 1887–1888
- Franz Xaver Nagl (1855–1913) rektor 1888–1902
- Josef Lohninger (1866–1926) rektor 1902–1913
- Maximilian Brenner (1874–1937) rektor 1913–1937
- Alois Hudal (1885–1963) rektor 1937–1952, (Koadjutor cum iure successionis 1923–1937)
- Jakob Weinbacher (1901–1985) rektor 1952–1961
- Alois Stöger (1904–1999) rektor 1961–1967
- Franz Wasner (1905–1992) rektor 1967–1981
- Johannes Nedbal (1933–2002) rektor 1981–1998
- Richard Mathes (1940–2005) rektor 1998–2004
- Johann Hörist (1961–2007) rektor 2004–2007
- Gerhard Hörting (* 1972) rektor ad interim 2007–2008
- Franz Xaver Brandmayr (* 1956), rektor 2008–2020
- Michael Max (*1970), rektor od 2020